# Retroglide
Retroglide is het tiende (of elfde) studioalbum van de Britse band Level 42. Het werd in 2006 uitgebracht en betekende na twaalf jaar een comeback voor de band rond Mark King (bas/zang) en Mike Lindup (toetsen/zang).

## Achtergrond
King bracht in 1999 een soloalbum uit die hij promootte door veelvuldig te toeren. Op verzoek van het publiek ging hij steeds meer Level 42-klassiekers spelen; vandaar dat King de rechten op de groepsnaam van Lindup overnam en vanaf 2002 weer als Level 42 ging optreden. Retroglide is feitelijk een soloalbum van King met gastbijdragen van de overige ex-leden. Alleen het nummer Ship brengt de oorspronkelijke bezetting bijeen; t.w. gitarist Boon Gould die het album heeft medegeschreven, drummer Phil Gould (niet vermeld) en Mike Lindup die na de opnamen weer groepslid werd. Alleen vijfde man, Wally Badarou, schitterde door afwezigheid. 
De hoes, met een geüpdatete versie van het prinsessenlogo uit de beginjaren, is ontworpen door Alan Brooks; in 1983 nam hij ook het artwork van de singles The Chinese Way en Out Of Sight, Out Of Mind voor zijn rekening.
Retroglide werd via de website van de band verkocht, evenals de dvd-registratie van het concert op 31 oktober 2006. In eigen land werd het een top 80-notering.

## Tracklijst
1. Dive into the Sun – 4:03
2. Rooted – 5:31
3. The Way Back Home – 6:55
4. Just for You – 4:49
5. Sleep Talking – 5:01
6. Retroglide – 4:47
7. All Around – 4:58
8. Clouds – 4:32
9. Hell Town Story – 4:55
10. Ship  – 5:09
11. All I Need A – 4:00

- A — bonustrack op de Britse persing.

## Download
- The Way Back Home (radio edit)

## Bezetting
- Mark King – basgitaar, gitaar, percussie, zang
- Gary Husband – drums
- Nathan King – gitaar, zang
- Mike Lindup – EVP88 keyboards, zang
- Lyndon Connah – keyboards
- Sean Freeman – saxen
- Boon Gould – gitaarsolo op Ship